# Andrzej Chmielewski (wicewojewoda)
Andrzej Wojciech Chmielewski (ur. 21 września 1959 w Myśliborzu) – polski samorządowiec i urzędnik państwowy, w latach 2007–2010 wicewojewoda zachodniopomorski, w latach 2010–2024 burmistrz Drawna.

## Życiorys
Ukończył studia z dziedziny mechanizacji rolnictwa na Akademii Rolniczej w Szczecinie, następnie studiował podyplomowo prawo administracyjne i samorządowe na Uniwersytecie Szczecińskim. W latach 1986–2002 zatrudniony w Rolniczej Spółdzielni Produkcyjnej w Rzecku (m.in. jako kierownik filii w Kiełpinie, a także członek zarządu i przewodniczący rady nadzorczej tejże spółdzielni). W latach 1994 i 1998 uzyskiwał mandat radnego Rady Miejskiej w Drawnie, był wybierany na członka zarządu miasta i gminy. W 2002 i 2006 wybierany do radzy powiatu w Choszcznie, pełnił obowiązki wicestarosty.
Działacz społeczny, objął m.in. funkcję prezesa Towarzystwa Przyjaciół Ziemi Drawieńskiej. W wyniku zawarcia koalicji PO-PSL objął 27 grudnia 2007 obowiązki wicewojewody zachodniopomorskiego z ramienia Polskiego Stronnictwa Ludowego. Urząd ten sprawował do 14 grudnia 2010. Z funkcji tej zrezygnował w związku z wygraniem wyborów na stanowisko burmistrza Drawna. W 2014 i 2018 uzyskiwał reelekcję na to stanowisko w kolejnych wyborach samorządowych. W 2024 nie został wybrany na kolejną kadencję.

## Wyróżnienia
W 2010 został uhonorowany tytułem „Zasłużony dla Powiatu Drawskiego”.